# Isla Borden
La isla Borden (en inglés: Borden Island) es una pequeña isla deshabitada del Archipiélago ártico canadiense.  Administrativamente, la isla está dividida en dos: la parte occidental, casi la totalidad de la isla, pertenece a los Territorios del Noroeste mientras que una muy pequeña parte, el extremo oriental, pertenece al territorio autónomo de Nunavut. El límite entre estos dos territorios canadienses sobre la isla Borden discurre a lo largo del meridiano 110 oeste.

## Geografía
La isla pertenece al grupo de islas de la Reina Isabel y se localiza en su extremo occidental, en un grupo de tres islas abiertas al océano Ártico. Se encuentra  al norte de isla Mackenzie King —separadas por el estrecho de Wilkins, de tan solo 18 km de anchura— y al oeste de isla Brock, a unos 36 km de distancia. Algo más alejadas se encuentran, en el Mar del Príncipe Gustaf Adolf, al sureste isla Lougheed (a 100 km) y algo más al nordeste, isla Ellef Ringnes (a 93 km).
Tiene una superficie de 2.795 km², que la convierten, por tamaño, en la 11.ª isla del archipiélago, la  30ª de Canadá y la  171ª del mundo.

## Historia
El primero en llegar a la isla, en 1915, fue el explorador canadiense del ártico, Vilhjalmur Stefansson, recibiendo más tarde su nombre en honor de sir Robert Borden, primer ministro de Canadá (1911-20).
- Datos: Q893410
- Multimedia: Borden Island / Q893410